# Елис Гури
Елис Гури (на албански: Elis Guri) е албански борец, състезаващ се за България.

## Биография
Елис Гури е роден на 6 юли 1983 година в град Шкодра, Албания. Баща му е бивш състезател по борба. На европейското първенство по борба в Тампере през 2008 година Елис Гури печели бронзов медал в категория до 96 килограма, а на летните олимпийски игри в Пекин завършва на осмо място. В края на 2010 година получава българско гражданство и започва да се състезава за България. Печели златни медали на турнирите „Дейвид Шулц“ в САЩ и „Никола Петров“ в Бургас. През април 2011 година Елис Гури печели бронзов медал на европейското първенство в Дортмунд, Германия, а по-късно същата година печели златен медал на световното първенство в Истанбул, Турция.
Участва на Летните олимпийски игри Лондон през 2012 година, където отпада в четвъртфиналите. 